# Besta deild kvenna
La Besta deild kvenna, già Úrvalsdeild kvenna o anche Pepsideild kvenna per ragioni di sponsorizzazione, è la massima serie del campionato islandese femminile di calcio ed è posta sotto l'egida della Federcalcio islandese (KSÍ). La prima stagione fu nel 1972 e attualmente partecipano 10 squadre. Il torneo ha cadenza annuale, con inizio a primavera inoltrata (aprile-maggio) e termine a fine estate (settembre-ottobre). Il Breiðablik è la squadra che ha vinto il maggior numero di campionati (17) mentre quella campionessa d'Islanda in carica (2023) è il Valur.

## Storia
La prima edizione della massima serie islandese si tenne nel 1972 e vi de la vittoria dell'FH, che seppe poi replicarsi altre tre volte negli anni successivi. Sul finire degli anni settanta iniziò il dominio del Breiðablik, che vinse il campionato per sei volte in sette anni. Riuscì a replicarsi negli anni novanta, vincendo nuovamente sei campionati in sette anni. Gli anni duemila videro prima il dominio del Valur con sette titoli conquistati e poi i successi dello Stjarnan.
Dall'edizione 2022 il torneo ha assunto la nuova denominazione Besta deild kvenna, seguendo la denominazione del massimo livello maschile nazionale ribradizzato in Besta deild karla.

## Formato
Dalla sua istituzione il campionato cambiò più volte, sia come denominazione che come quantità di squadre partecipanti e formato del torneo.
Nel campionato inaugurale del 1972 erano otto le squadre iscritte, che si affrontarono in due distinti gironi prima che le rispettiva prima classificate si incontrassero nella finale in cui l'FH vinse per 2-0. Nel 1976 solo cinque squadre si iscrissero alla competizione, di conseguenza la disposizione a gironi fu abbandonata e le squadre disputarono un'unica divisione in un girone all'italiana con partite di andata e ritorno. Negli anni successivi, a causa della mancanza di allenamento, di accesso ai campi in erba e di programmi giovanili scarsi o inesistenti, le squadre iscritte si ridussero progressivamente fino ad arrivare al campionato 1980 con sole tre squadre iscritte.
La stagione successiva (1981) vide un'inversione di tendenza, vedendo l'iscrizione di cinque nuove squadre e l'istituzione della prima edizione della Coppa islandese di calcio femminile., tuttavia già un anno dopo le iscritte erano tornate a sei. Nel 1984 il formato tornò a due fasi, con una prima a due gironi, di sei e quattro squadre, dove si affrontarono per determinare la prima classificata in entrambi per poi scontrarsi in finale per l'assegnazione del titolo.
Tra il 1985 e il 1993 le squadre iscritte variarono dalle sei del 1990, alle sette dei campionati 1986, 1989 e 1993, e otto nei restanti, mantenendo la formula a girone unico, per poi riprendere la formula con otto squadre partecipanti dal campionato 1994 al 2006 e mutando la denominazione, assumendo Úrvalsdeild kvenna dalla stagione 1995 con 1. deild a indicare il secondo livello.
Il campionato 2007 fu una stagione di transizione con nove squadre iscritte, ma dal successivo le società passarono a dieci, numero che non calò più negli anni successivi, il cui format era un girone all'italiana con partite di andata e ritorno, per un totale di 18 giornate.
Il sistema di assegnazione del punteggio prevede 3 punti per la squadra vincitrice dell'incontro, 1 punto a testa in caso di pareggio e nessun punto per la squadra sconfitta. Al termine del campionato la prima classificata è campione d'Islanda e accede, con la seconda classificata dal campionato 2020, alla UEFA Women's Champions League della stagione successiva. La nona e la decima classificata retrocedono in 1. deild kvenna.
L'ultima modifica al regolamento venne introdotta nel campionato 2023, con il ritorno a due fasi, con le prime sei che accedono alla poule scudetto e le restanti alla poule salvezza con due retrocessioni per le ultime due classificate.

## Le squadre

### Organico attuale
Al campionato 2025 partecipano le seguenti dieci squadre:
- Breiðablik
- FH Hafnarfjarðar
- FHL
- Fram Reykjavík
- Stjarnan
- Tindastóll
- Þór/KA
- Þróttur
- Valur
- Víkingur

## Albo d'oro
- 1972  FH Hafnarfjarðar
- 1973  Ármann
- 1974  FH Hafnarfjarðar
- 1975  FH Hafnarfjarðar
- 1976  FH Hafnarfjarðar
- 1977  Breiðablik
- 1978  Valur
- 1979  Breiðablik
- 1980  Breiðablik
- 1981  Breiðablik
- 1982  Breiðablik
- 1983  Breiðablik
- 1984  ÍA Akranes
- 1985  ÍA Akranes
- 1986  Valur
- 1987  ÍA Akranes
- 1988  Valur
- 1989  Valur
- 1990  Breiðablik
- 1991  Breiðablik
- 1992  Breiðablik
- 1993  KR Reykjavík
- 1994  Breiðablik
- 1995  Breiðablik
- 1996  Breiðablik
- 1997  KR Reykjavík
- 1998  KR Reykjavík
- 1999  KR Reykjavík
- 2000  Breiðablik
- 2001  Breiðablik
- 2002  KR Reykjavík
- 2003  KR Reykjavík
- 2004  Valur
- 2005  Breiðablik
- 2006  Valur
- 2007  Valur
- 2008  Valur
- 2009  Valur
- 2010  Valur
- 2011  Stjarnan
- 2012  Þór/KA
- 2013  Stjarnan
- 2014  Stjarnan
- 2015  Breiðablik
- 2016  Stjarnan
- 2017  Þór/KA
- 2018  Breiðablik
- 2019  Valur
- 2020  Breiðablik
- 2021  Valur
- 2022  Valur
- 2023  Valur
- 2024  Breiðablik

## Statistiche

### Titoli per squadra
| Squadra          | Titoli | Anni |
| ---------------- | ------ | --- |
| Breiðablik       | 19     | 1977, 1979, 1980, 1981, 1982, 1983, 1984, 1990, 1991, 1992, 1994, 1995, 1996, 2000, 2001, 2005, 2015, 2018, 2020, 2024 |
| Valur            | 14     | 1978, 1986, 1988, 1989, 2004, 2006, 2007, 2008, 2009, 2010, 2019, 2021, 2022, 2023                                     |
| KR Reykjavík     | 6      | 1993, 1997, 1998, 1999, 2002, 2003                                                                                     |
| FH Hafnarfjarðar | 4      | 1972, 1974, 1975, 1976                                                                                                 |
| Stjarnan         | 4      | 2011, 2013, 2014, 2016                                                                                                 |
| ÍA Akranes       | 3      | 1984, 1985, 1987 |
| Þór/KA           | 2      | 2012, 2017 |
| Ármann           | 1      | 1973 |